# La Negra Pop

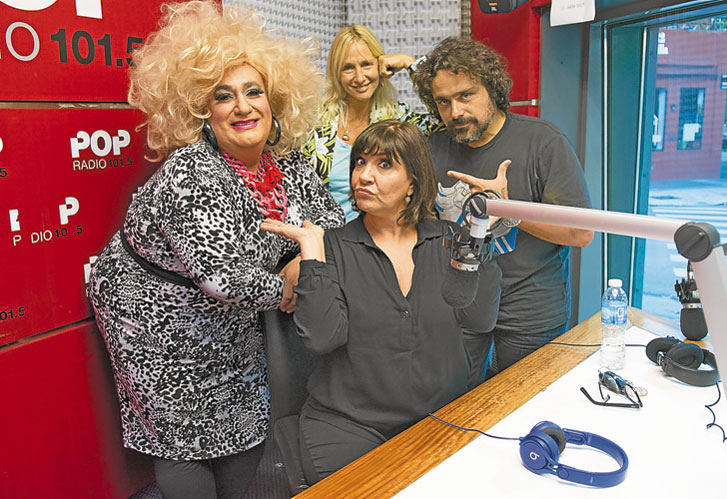
Equipo "La Negra Pop"

La Negra Pop es un programa de radio argentino que se emite en radio La Pop 101.5.
Durante la primera temporada y la segunda se emitió de lunes a viernes, de 16 a 19 horas (HOA). Desde el 14 de enero de 2019 se transmite de lunes a viernes, de 9 a 13 horas (HOA).

## Equipo
- Conductora: Elizabeth "La Negra" Vernaci
- Coconductor: Humberto Tortonese (2017 - 2022)
- Comentarista de espectáculo: La Barby
- Comentarista de política: Florencia Halfon
- Humoristas: Carlos Sturze - Damián "El Árabe" Ramil - Carlos Barragán
- Comentarista de deportes: Marcos Aramburu
- Productor: Ricky Achaval
- Operador: Marcelo Arese

## Premios y nominaciones
| Premios Martin Fierro | Premios Martin Fierro                             | Premios Martin Fierro             | Premios Martin Fierro |
| Año                   | Categoría                                         | Trabajo nominado                  | Resultado             |
| 2019                  | Programa dario de Interés General en FM 2018/2019 | La Negra Pop                      | Nominado              |
| 2019                  | Labor conducción femenina 2018/2019               | Elizabeth Vernaci - La Negra Pop  | Ganador               |
| 2019                  | Labor humorística 2018/2019                       | Humberto Tortonese - La Negra Pop | Ganador               |
| 2019                  | Martin Fierro de Oro                              | Elizabeth Vernaci                 | Ganador               |
| 2022                  | Mejor programa de interés general diario (2019)   | La Negra Pop                      | Nominado              |
| --------------------- | ------------------------------------------------- | --------------------------------- | --------------------- |